# Alice Arutkin
Alice Arutkin, née le 10 février 1992 à Croix (Nord), est une véliplanchiste française, licenciée du Yacht Club de Boulogne-sur-Mer, puis au Centre Nautique de Wimereux, également mannequin, blogueuse et journaliste sportive.

## Biographie
Avec sa famille, Alice Arutkin fréquente le spot de Wissant, dans le Pas-de-Calais, dès son plus jeune âge. Elle commence la planche à voile à 10 ans. Elle a depuis fait le tour du monde et a pu pratiquer sa passion sur les plages du Maroc, d'Afrique du Sud, des îles Canaries et d'Hawaï. À 22 ans, Alice s'impose en remportant de nombreux titres dans diverses disciplines depuis le début de sa carrière. Elle se concentre désormais sur la discipline Vagues (surfs et sauts). 
Elle a fait partie de l'équipe de France de funboard (déclinaison de la planche à voile). Son numéro de voile est FRA-111. Très sportive, elle a également fait de la gymnastique et de l'escrime, et pratique régulièrement le stand up paddle, la danse et le yoga. 
Très présente sur les réseaux sociaux, elle est considérée comme une « instagirl ». Elle est aussi chroniqueuse sur la chaîne SFR Sport.

## Vie privée
Elle était en couple avec le footballeur boulonnais Damien Marcq.
Elle a un frère, Arthur, de cinq ans son cadet, champion de stand up paddle (notamment champion du monde 2018).

## Palmarès

### Palmarès 2008
- « Rookie Of the Year » 2008 PWA
- Championne de France Extrême Glisse
- 1re New Year Regatta, Cadix
- 4e mondiale Slalom PWA
- 9e mondiale Vague PWA

### Palmarès 2009
- 4e mondiale Slalom PWA
- 6e mondiale Vague PWA
- 7e mondiale Formula
- Championne de France Extrême Glisse

### Palmarès 2010
- 4e mondiale Slalom PWA
- 7e mondiale Vague PWA

### Palmarès 2011
- PWA Junior Wave World Champion
- IFCA Slalom World Champion
- IFCA Junior Slalom World Champion
- 4e mondiale Slalom PWA
- 7e mondiale Vague PWA

### Palmarès 2013
- AFF Championne de France Vague
- 6e mondiale PWA world Cup Vagues

### Palmarès 2014
- 3e mondiale PWA World Cup Vagues

### Palmarès 2015
- 6e mondiale PWA World Cup Vagues
- Gagnante overall des « All star Wind Games » Indoor de Bercy, Paris

## Sponsors
- Red Bull
- Oxbow
- Fanatic
- North Sails
- Sosh
- Florette Paquerette
- ION
- Abysse